# Welinton Júnior
Welinton Júnior Ferreira dos Santos (San Paolo, 8 giugno 1993) è un calciatore brasiliano, attaccante del Portimonense.

## Caratteristiche tecniche
È un'ala sinistra.

## Palmarès

### Club

#### Competizioni statali
- Campionato Goiano: 1

Goiás: 2013